# Data Over Cable Service Interface Specification
Data Over Cable Service Interface Specification ofwel DOCSIS is een standaard voor het transport van gegevens over de kabel van een kabeltelevisie (of centrale antenne)-netwerk; de standaard specificeert zowel de data- als de managementinterfaces. De standaard wordt vastgesteld door de Amerikaanse CableLabs organisatie.

## Breedband internetstandaard
DOCSIS systemen maken breedbandinternet over een bestaand kabelnet mogelijk en worden door kabelbedrijven gebruikt om "Internet over de Kabel" aan te bieden. De eerste versie van de DOCSIS specificaties was versie 1.0 en werd goedgekeurd in maart 1997. Versie 1.1, goedgekeurd april 1999, bevat belangrijke verbeteringen wat betreft cryptografie en QoS ondersteuning die nodig is voor bijvoorbeeld Voice over IP (VoIP). DOCSIS versie 2.0, is goedgekeurd in januari 2002; deze versie bevat voornamelijk verbeteringen wat betreft de modulatiemethodes en daardoor een mogelijk hogere doorvoersnelheid. Versie 3.0 uit augustus 2006, kent onder meer hogere datasnelheden door het parallel gebruiken van downstreamkanalen (tot 340 Mb/s), ondersteuning van IPv6 en verbeterde beveiliging en monitoring. De huidige versie 3.1 werd aangekondigd in februari 2016 en biedt ondersteuning voor multi-gigabit internet met behoud van achterwaartse compatibiliteit.
In Nederland heeft het voormalige DeltaKabel Telecom DOCSIS apparatuur ontwikkeld. Daarnaast heeft Philips zowel een DOCSIS chipset als DOCSIS apparatuur ontwikkeld maar het is onbekend of dit in Nederland is gebeurd.
Een concurrerende standaard voor DOCSIS was DVB/DAVIC dat voornamelijk werd gedragen door Europese partijen en waarvoor in Nederland het voormalige The Industree producten ontwikkelde. DVB/DAVIC heeft echter nooit een hoge vlucht genomen en is een stille dood gestorven.

## Euro-DOCSIS
De Europese versie van DOCSIS wordt Euro-DOCSIS genoemd. Het belangrijkste verschil is dat Europese kabelkanalen 8 MHz breed zijn (PAL) terwijl Noord-Amerikaanse een kanaalbreedte van 6 MHz gebruikt (NTSC); door de grotere bandbreedte kunnen er meer data downstream worden verzonden. Euro-DOCSIS-certificatie wordt uitgevoerd in opdracht van Cable Europe Labs (CEL), het daadwerkelijk testen is uitbesteed aan Excentis in Gent. Er zijn ook verschillende DOCSIS-varianten in Japan.

## Versies
Er bestaan verschillende versies van DOCSIS en Euro-DOCSIS. De eerste goedgekeurde versie was DOCSIS 1.0 en deze werd in 1997 definitief. Versie 1.0 kende een aantal belangrijke beperkingen die met de goedkeuring van versie 1.1 opgelost werden. Pas na publicatie van deze versie kon de standaard op grote schaal worden ingevoerd.

### Docsis 1.1
Enkele van de belangrijkste verbeteringen van versie 1.1 ten opzichte van 1.0 zijn:
- Kwam uit in 2001
- invoering Quality of Service QoS
- foutmanagement van modems
- SNMP v3
- CCCM (modembeheer door eindgebruiker apparatuur)

### Docsis 2.0
Enkele van de belangrijkste verbeteringen van versie 2.0:
- Kwam uit in 2002
- aanzienlijke verhoging bandbreedtes, met name upstream
- verbeterde stabiliteit bij ruis
- betere foutcorrectie

### Docsis 3.0
- Kwam uit in 2006
- hogere datasnelheden door gebruik van parallelle downstream- en/of upstreamkanalen
- ondersteuning IPv6
- verbeterde beveiliging en monitoring

### Docsis 3.1
- Kwam uit in 2013
- Verbeterde down/upstream (tot 10 Gbit/s downstream)
- Herstructurering van kanaalspecificaties

### Docsis 4.0
- Kwam uit in 2017
- Zowel 10 Gbit/s down- als upstream (symmetrisch)

## Gerelateerde technologie
- PacketCable is een standaard 'op' DOCSIS voor real-time multimediatoepassingen en wordt in de praktijk gebruikt voor recente vormen van 'Telefonie over de Kabel'.
- De WiMAX-standaard voor draadloze netwerken is wat betreft Data-link laag gebaseerd op DOCSIS.